# Danh sách cầu thủ bóng đá Bồ Đào Nha sinh ra ở nước ngoài
Cầu thủ Bồ Đào Nha sinh ra ở nước ngoài bao gồm những cầu thủ ngoại quốc, được sinh ra ở ngoài lãnh thổ Bồ Đào Nha và sau đó được nhận quốc tịch Bồ Đào Nha (Cầu thủ nhập tịch) hoặc những cầu thủ có gốc là người Bồ Đào Nha nhưng sinh ra và lớn lên ở nước ngoài.
Hầu như tất cả cầu thủ được sinh ra ở các thuộc địa cũ của Bồ Đào Nha.

## Danh sách cầu thủ theo quốc gia sinh
Cập nhật ngày 12 tháng 2022 năm 2022
| Quốc Gia             | Tổng | Ghi Chú                                                  |
| -------------------- | ---- | -------------------------------------------------------- |
| Angola               | 29   | Bao gồm 26 cầu thủ sinh ra ở Angola thuộc Bồ Đào Nha     |
| Mozambique           | 23   | Bao gồm 23 cầu thủ sinh ra ở Mozambique thuộc Bồ Đào Nha |
| Guiné-Bissau         | 9    | Bao gồm 4 cầu thủ sinh ra ở Guinea thuộc Bồ Đào Nha      |
| Brasil               | 8    |                                                          |
| Cabo Verde           | 8    | Bao gồm 6 cầu thủ sinh ra ở Cape Verde thuộc Bồ Đào Nha  |
| Pháp                 | 5    |                                                          |
| Canada               | 2    |                                                          |
| DR Congo             | 2    | Bao gồm 2 cầu thủ sinh ra ở Zaire                        |
| Macau                | 2    | Bao gồm 2 cầu thủ sinh ra ở Macau thuộc Bồ Đào Nha       |
| São Tomé và Príncipe | 2    | Bao gồm 1 cầu thủ sinh ra ở São Tomé người Bồ Đào Nha    |
| Nam Phi              | 2    |                                                          |
| Thụy Sĩ              | 2    |                                                          |
| Đức                  | 1    |                                                          |
| Maroc                | 1    | Sinh ra ở Maroc thuộc Pháp                               |
| Venezuela            | 1    |                                                          |

## Danh sách cầu thủ
Các cầu thủ in đậm hiện đang đấu cho Bồ Đào Nha.
| Quốc Gia             | Cầu Thủ                | Số Trận | Bàn Thắng | Giai Đoạn | Ref.   |
| -------------------- | ---------------------- | ------- | --------- | --------- | ------ |
| Angola               | José Águas             | 25      | 11        | 1952–1962 | [ 1 ]  |
| Angola               | Miguel Arcanjo         | 9       | 0         | 1957–1965 | [ 2 ]  |
| Angola               | William Carvalho       | 73      | 5         | 2013–     | [ 3 ]  |
| Angola               | Hélder Costa           | 1       | 1         | 2018      | [ 4 ]  |
| Angola               | Joaquim Dinis          | 14      | 5         | 1970–1973 | [ 5 ]  |
| Angola               | Carlos Duarte          | 7       | 1         | 1952–1962 | [ 6 ]  |
| Angola               | Edgar                  | 1       | 0         | 1998      | [ 7 ]  |
| Angola               | Jorge Ferreira         | 4       | 0         | 1989–1990 | [ 8 ]  |
| Angola               | José Ferreira Pinto    | 2       | 0         | 1965      | [ 9 ]  |
| Angola               | Fernando Freitas       | 9       | 0         | 1972–1976 | [ 10 ] |
| Angola               | Hélder                 | 35      | 3         | 1992–2001 | [ 11 ] |
| Angola               | Jacinto João           | 10      | 2         | 1968–1974 | [ 12 ] |
| Angola               | Rui Jordão             | 43      | 15        | 1972–1989 | [ 13 ] |
| Angola               | José Leal              | 15      | 1         | 1990–1992 | [ 14 ] |
| Angola               | Lito                   | 2       | 0         | 1983      | [ 15 ] |
| Angola               | Paulo Madeira          | 25      | 3         | 1991–1999 | [ 16 ] |
| Angola               | Amândio Malta da Silva | 5       | 0         | 1971      | [ 17 ] |
| Angola               | José Maria             | 4       | 0         | 1967–1970 | [ 18 ] |
| Angola               | Aníbal Paciência       | 1       | 0         | 1941      | [ 19 ] |
| Angola               | Carlos Parente         | 2       | 0         | 1987      | [ 20 ] |
| Angola               | Paulinho               | 1       | 0         | 1992      | [ 21 ] |
| Angola               | Fernando Peyroteo      | 20      | 15        | 1938–1949 | [ 22 ] |
| Angola               | Jorge Plácido          | 3       | 2         | 1987–1989 | [ 23 ] |
| Angola               | Filipe Ramos           | 3       | 0         | 1992      | [ 24 ] |
| Angola               | Santana                | 5       | 1         | 1960–1965 | [ 25 ] |
| Angola               | Seninho                | 4       | 1         | 1976–1978 | [ 26 ] |
| Angola               | Mário Torres           | 5       | 0         | 1957–1959 | [ 27 ] |
| Angola               | Vado                   | 3       | 0         | 1989–1995 | [ 28 ] |
| Angola               | José Luís Vidigal      | 15      | 0         | 2000–2002 | [ 29 ] |
| Brasil               | Celso                  | 3       | 0         | 1976–1978 | [ 30 ] |
| Brasil               | Deco                   | 75      | 5         | 2003–2010 | [ 31 ] |
| Brasil               | Liédson                | 15      | 4         | 2009–2010 | [ 32 ] |
| Brasil               | Lúcio                  | 5       | 0         | 1960–1962 | [ 33 ] |
| Brasil               | Otávio                 | 7       | 2         | 2021–     | [ 34 ] |
| Brasil               | Rony Lopes             | 2       | 0         | 2017–     | [ 35 ] |
| Brasil               | Matheus Nunes          | 8       | 1         | 2021–     | [ 36 ] |
| Brasil               | Pepe                   | 128     | 7         | 2007–     | [ 37 ] |
| Brasil               | Dyego Sousa            | 2       | 0         | 2019–     | [ 38 ] |
| Canada               | Daniel Fernandes       | 2       | 0         | 2007–2009 | [ 39 ] |
| Canada               | Ricardo Ferreira       | 1       | 0         | 2017      | [ 40 ] |
| Cabo Verde           | Carlos Alhinho         | 15      | 0         | 1973–1982 | [ 41 ] |
| Cabo Verde           | Henrique Ben David     | 6       | 4         | 1950–1952 | [ 42 ] |
| Cabo Verde           | Óscar Duarte           | 1       | 0         | 1978      | [ 43 ] |
| Cabo Verde           | Nélson                 | 4       | 0         | 2009–2012 | [ 44 ] |
| Cabo Verde           | Neno                   | 9       | 0         | 1989–1996 | [ 45 ] |
| Cabo Verde           | Oceano da Cruz         | 54      | 8         | 1985–1998 | [ 46 ] |
| Cabo Verde           | Paris                  | 1       | 0         | 1983      | [ 47 ] |
| Cabo Verde           | Rolando                | 21      | 0         | 2009–     | [ 48 ] |
| DR Congo             | José Bosingwa          | 27      | 0         | 2007–2015 | [ 49 ] |
| DR Congo             | Ariza Makukula         | 4       | 1         | 2007–2008 | [ 50 ] |
| Pháp                 | Raphaël Guerreiro      | 56      | 3         | 2014–     | [ 51 ] |
| Pháp                 | Anthony Lopes          | 14      | 0         | 2015–     | [ 52 ] |
| Pháp                 | Petit                  | 57      | 4         | 2001–2008 | [ 53 ] |
| Pháp                 | Kévin Rodrigues        | 3       | 0         | 2017–     | [ 54 ] |
| Pháp                 | Adrien Silva           | 26      | 1         | 2014–     | [ 55 ] |
| Đức                  | Cédric                 | 34      | 1         | 2014–     | [ 56 ] |
| Guiné-Bissau         | Bruma                  | 9       | 1         | 2017–     | [ 57 ] |
| Guiné-Bissau         | Yannick Djaló          | 1       | 0         | 2010      | [ 58 ] |
| Guiné-Bissau         | Eder                   | 35      | 5         | 2012–     | [ 59 ] |
| Guiné-Bissau         | Edgar Ié               | 1       | 0         | 2017      | [ 60 ] |
| Guiné-Bissau         | Alberto Fonseca        | 9       | 2         | 1978–1986 | [ 61 ] |
| Guiné-Bissau         | Danilo Pereira         | 61      | 2         | 2015–     | [ 62 ] |
| Guiné-Bissau         | Reinaldo               | 6       | 1         | 1979–1983 | [ 63 ] |
| Guiné-Bissau         | Samuel                 | 5       | 0         | 1991–1992 | [ 64 ] |
| Guiné-Bissau         | Arnaldo Silva          | 1       | 0         | 1974      | [ 65 ] |
| Ma Cao               | Joaquim Pacheco        | 1       | 0         | 1957      | [ 66 ] |
| Ma Cao               | Augusto Rocha          | 7       | 0         | 1958–1963 | [ 67 ] |
| Maroc                | Jacques Pereira        | 1       | 0         | 1981      | [ 68 ] |
| Mozambique           | Abel                   | 4       | 0         | 1972–1973 | [ 69 ] |
| Mozambique           | Acúrsio                | 8       | 0         | 1959–1960 | [ 70 ] |
| Mozambique           | Jorge Cadete           | 33      | 5         | 1990–1998 | [ 71 ] |
| Mozambique           | Mário Coluna           | 57      | 8         | 1955–1968 | [ 72 ] |
| Mozambique           | Alberto Costa Pereira  | 22      | 0         | 1955–1965 | [ 73 ] |
| Mozambique           | Djão                   | 1       | 0         | 1981      | [ 74 ] |
| Mozambique           | Eusébio                | 64      | 41        | 1961–1973 | [ 75 ] |
| Mozambique           | Hilário                | 40      | 0         | 1959–1971 | [ 76 ] |
| Mozambique           | Joaquim Jorge          | 2       | 0         | 1969      | [ 77 ] |
| Mozambique           | Juca                   | 6       | 0         | 1952–1956 | [ 78 ] |
| Mozambique           | Armando Manhiça        | 2       | 0         | 1968      | [ 79 ] |
| Mozambique           | Matateu                | 27      | 13        | 1952–1960 | [ 80 ] |
| Mozambique           | Augusto Matine         | 9       | 0         | 1970–1973 | [ 81 ] |
| Mozambique           | Messias                | 6       | 0         | 1972      | [ 82 ] |
| Mozambique           | Perdigão               | 1       | 0         | 1957      | [ 83 ] |
| Mozambique           | José Pérides           | 2       | 0         | 1961      | [ 84 ] |
| Mozambique           | Rui Rodrigues          | 12      | 3         | 1967–1976 | [ 85 ] |
| Mozambique           | Vítor Santos           | 1       | 0         | 1983      | [ 86 ] |
| Mozambique           | Shéu                   | 24      | 1         | 1976–1986 | [ 87 ] |
| Mozambique           | Vicente                | 20      | 0         | 1959–1966 | [ 88 ] |
| Mozambique           | Abel Xavier            | 20      | 2         | 1993–2002 | [ 89 ] |
| Mozambique           | Carlos Xavier          | 10      | 0         | 1981–1993 | [ 90 ] |
| Mozambique           | Pedro Xavier           | 4       | 0         | 1985–1989 | [ 91 ] |
| São Tomé và Príncipe | Gedson Fernandes       | 2       | 0         | 2018–     | [ 92 ] |
| São Tomé và Príncipe | Vítor Guilhar          | 2       | 0         | 1941      | [ 93 ] |
| Nam Phi              | Dimas                  | 44      | 0         | 1995–2002 | [ 94 ] |
| Nam Phi              | David Júlio            | 4       | 0         | 1960–1961 | [ 95 ] |
| Thụy Sĩ              | Diogo Costa            | 5       | 0         | 2021–     | [ 96 ] |
| Thụy Sĩ              | Pedro Mendes           | 1       | 0         | 2018–     | [ 97 ] |
| Venezuela            | Danny                  | 38      | 4         | 2008–2016 | [ 98 ] |